# Nufenen
Nufenen (Reto-Romaans: Novagnas of Nueinas; Italiaans (verouderd): Novena) is een dorp en voormalige gemeente aan de Achter-Rijn in het Zwitserse kanton Graubünden en is een van de hoogstgelegen plaatsen in de in 2019 ontstane nieuwe fusiegemeente Rheinwald.
Het dorp ligt op 1568 m hoogte op de linkeroever van de Achter-Rijn. Ten zuiden van de plaats opent zich het onbewoonde Val Curciusa, ten noorden verheft zich de 2929 meter hoge Bärenhorn.
Nufenen is een klein boeren bergdorp dat goed bewaard is gebleven. Het is rond 1280 ontstaan als een Wallische nederzetting. De plaats ligt op de route naar de 2065 meter hoge San Bernardinopas die de verbinding vormt met het Italiaanstalige Valle Mesolcina.